# Англо-саксонська модель місцевого самоврядування
А́нгло-саксо́нська моде́ль місце́вого самоврядува́ння — діє в США, Канаді, Австралії, Новій Зеландії і ін.
Одна з характерних рис цієї системи — відсутність на місцях повноважних представників центрального уряду, що опікають місцеві виборні органи. Муніципалітети розглядаються як автономні утворення, що здійснюють владу, покладену на них парламентом. З 19 століття у Великій Британії затвердився принцип, згідно з яким муніципальні органи можуть робити лише те, що їм прямо дозволив закон. Загальні (публічні) парламентські акти закріплюють статус муніципалітету як корпорацій; забезпечують автономність місцевих органів; встановлюють правові основи діяльності урядових відомств по здійсненню контролю за роботою місцевих представницьких органів. Відносини між центральною владою і муніципалітетами визначаються принципом лат. inter vires (діяти в межах своїх повноважень), тобто муніципалітети можуть здійснювати дії, які лише прямо наказані законом. Інакше акти місцевих властей вважаються здійсненими з перевищенням повноважень (лат. ultra vires) і можуть бути визнані судом такими, що не мають сили.